# 夕顔瀬橋

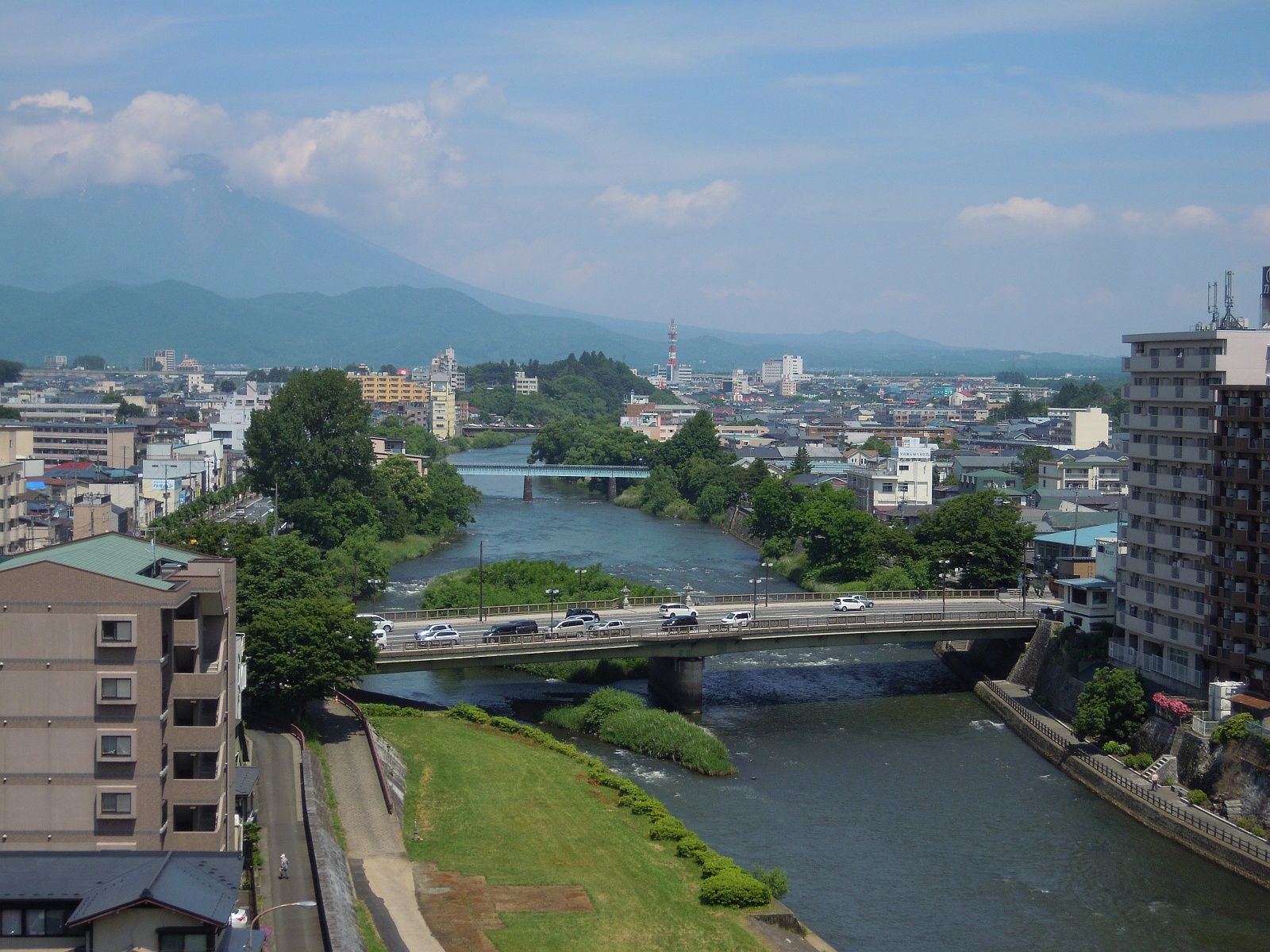
夕顔瀬橋を右岸下流側から

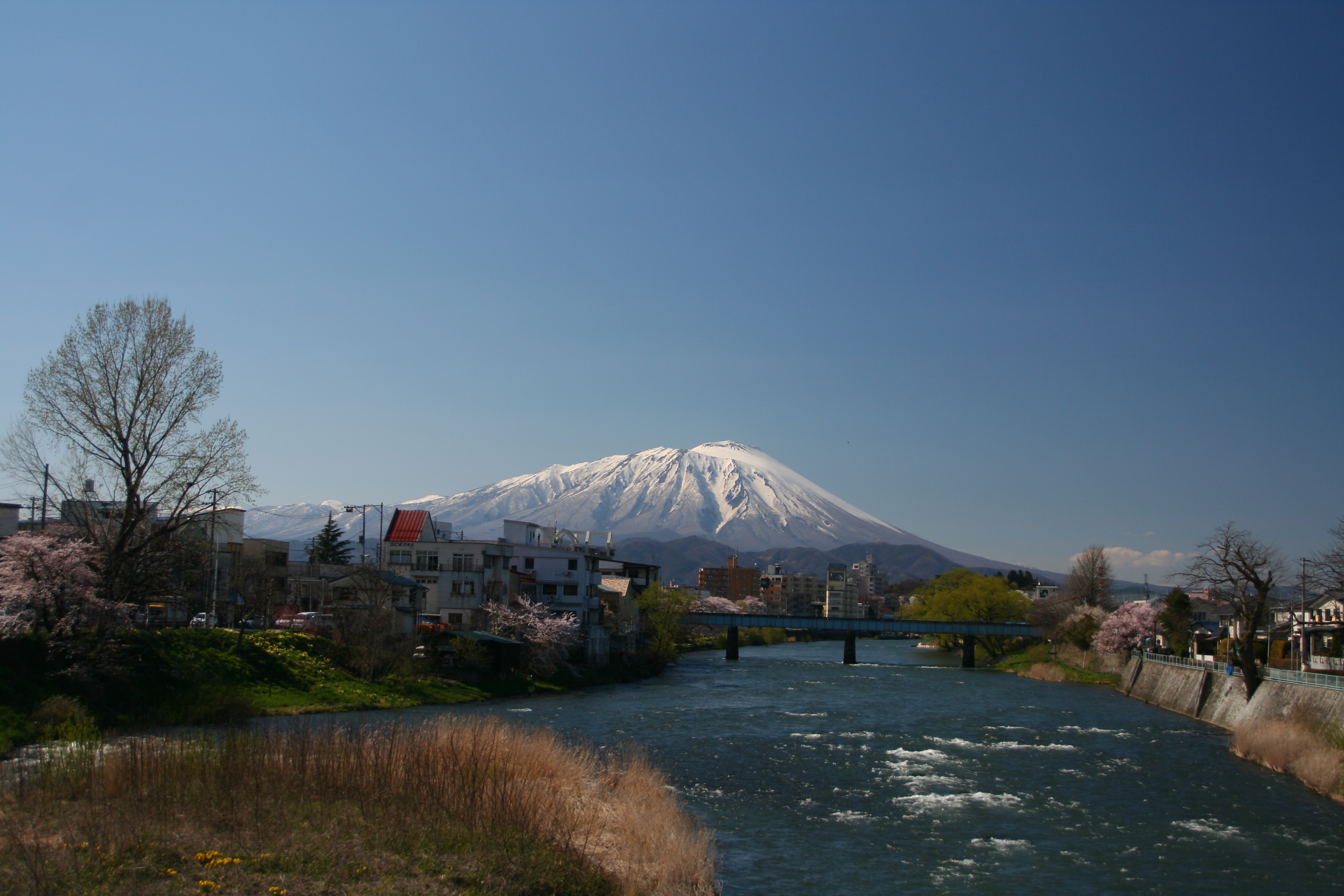
夕顔瀬橋から見る岩手山

夕顔瀬橋（ゆうがおせばし）は、岩手県盛岡市にある岩手県道1号盛岡横手線の道路橋梁である。

## 概要
盛岡市材木町と盛岡市盛岡駅前北通との間を流れる北上川に架かっている。
夕顔瀬橋と名前は付いているが、夕顔瀬町にはかかっていない。
初代と2代目の橋は開運橋と同様のワーレントラスだったが、橋梁の老朽化および橋西（夕顔瀬町）交差点が変則的な形（太田橋方面へは一度左折後直ぐ右折する形）だったために渋滞が激しかったことから、アルペンスキー世界選手権雫石大会の開催に合わせ1993年（平成5年）に3代目の現橋（ガータ橋）へと架け替えられた（現橋は新田町陸橋へ直接繋がるよう斜めに架けられている）。1992年（平成4年）まで（2代目橋梁時代）は朝夕のラッシュ時にリバーシブルレーン（中央線変移）規制が実施されていた。
なお、時代小説の「壬生義士伝」では幕末期のこの橋が度々登場しており、物語の重要な舞台となっている。